# كولينة هزيلة
كولينة هزيلة (الاسم العلمي: Colina gracilis) هي نوع من الرخويات تتبع جنس الكولينة من الفصيلة القرطيونية.